# Kurt Caselli
Pas d'image ? Cliquez ici
Kurt Caselli, né le 30 juin 1983 et mort accidentellement le 15 novembre 2013 lors de la Baja 1000 au Mexique, est un pilote motocross et d'enduro américain.

## Palmarès

### Résultats au Rallye Dakar
| Année | Categorie | Marque | Position | Victoires d'etapes |
| ----- | --------- | ------ | -------- | ------------------ |
| 2013  | Moto      | KTM    |          | 2                  |

### Résultats en rallye
- Vainqueur du Desafío Ruta 40  en 2013
- Vice-Champion du Monde par Équipe aux ISDE (International Six Days Enduro) de 2006